# Bill Aswad
William N. Aswad (15 de enero de 1922-13 de agosto de 2015) fue un político estadounidense integrante de la Cámara de Representantes de Vermont. Era un ingeniero profesional retirado.

## Biografía
William Aswad nació en la localidad de Binghamton, Nueva York en 1922. Estudió en la Universidad de Clarkson y en la Union College, graduándose en ingeniería química en 1946. Fue veterano de Segunda Guerra Mundial, sirviendo en el Cuerpo de Ejército de Ingenieros, logrando el rango de mayor. Siendo concejal de su ciudad natal, Burlignton, fue elegido para formar parte de la Cámara de Representantes de Vermont en 1995, a la edad de 72 años, donde ejerció en su cargo hasta que perdió contra la demócrata Joanna E. Cole, en 2012. Durante su tiempo en la Cámara, trabajó para el Comité de Transporte. En 2012, fue condecorado en la Cámara con una resolución en su 90.º cumpleaños.

## Carrera profesional y política
Aswad fue miembro de United Way, miembro de la Asociación de Planificación Regional del Condado de Chittenden, la Asociación para Desarrollo y Planificación de Vermont, la Fundación para la Salud de Vermont, y presidente de la Asociación de Consejos Regionales de Nueva Inglaterra. Muera en Shelburne, Vermont el 13 de agosto de 2015, después de una breve enfermedad.